# ركضة الفقمة
ركضة الفقمة هي مهارة من مهارات المناورة في كرة القدم، يقوم فيها اللاعب بضرب الكرة برأسه ضربات قصيرة متقطعة وهو يركض، مراوغا للاعبي الخصم. و عادةً يتعرض من يقوم بركضة الفقمة للخشونة من لاعبي الخصم.
تعد ركضة الفقمة من المهارات الصعبة في كرة القدم، و يقوم بها اللاعب البرازيلي كيرلون، و هو يقول أنه تعلم هذه الحركة من والده. تتطلب هذه الحركة سرعة و دقة بالتنفيذ.

## أنظر أيضًا
- خدعة
- مناورة أفعوانية
- رابونا
- جسر